# かかと

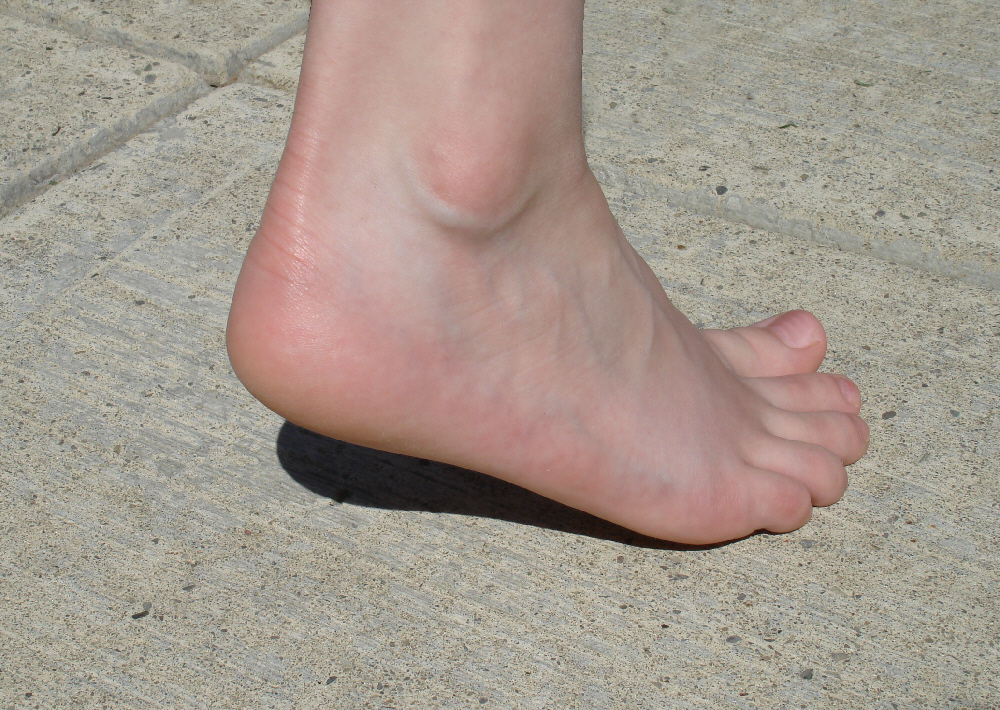
踵

かかと（踵）は、足の裏の最も後（背中側）の部分である。きびすとも言う。靴ではかかとの下の靴底を厚くするのが普通で、英語の heel からヒールとも言う。靴のこの部分を指してかかとと言うこともある。

## 概要
骨格的には、下腿の骨と関節によってつながっている踵骨（しょうこつ）に相当する。手では、足のかかとに相当する部分に特に固有の名称はついていない。
ヒトのかかとの皮膚は、全身の中で最も固くて厚い。これは体重を支えるクッションの役目をしている。
西洋では、悪魔にはかかとはないとされている。ほとんどの哺乳類では、かかとに当たる部分は歩く際に地上につかない。ヒトのようにかかとを地上につけて歩行することを蹠行、反対にイヌやネコのようにかかとを地上につけずに歩行することを趾行と呼ぶ。趾行ではかかとに当たる部分と実際の接地面が遠いほど走力が大きいと言われる。この他に蹄を地上につけて歩行することを蹄行と呼ぶが、蹄行の場合もかかとは地上からは浮いた状態になる。なお、趾行や蹄行のようにかかとを地上につけずに歩く動物は、当然足首とかかとの境界も地上から離れた上方に位置しているためにその部位を膝と誤認されやすく、あたかも関節が逆に組み合わさっているよう（逆関節）に見えるが、実際の膝関節の構造は蹠行・趾行・蹄行とも大きな違いはない。
アライグマなど、ヒト以外にもかかとを地上につける動物もあるが、これらは、二足で立ち上がる際の安定性を増す効果がある。ただし、ヒトのかかとのように目立たない。これは、ヒトではかかとが肥厚していると同時に、土踏まずがあるためにかかとが突出しているからである。これは、ヒトが直立二足歩行をするために発達した構造と考えられる。
ギリシア神話の英雄アキレウスはトロイア戦争で、唯一の弱点であるかかとを射られて死んだ。

## 利用
かかとは人体の中でも硬い部位なので、格闘技などでは打撃にこの部位を用いる例もある。ただし、かかとより爪先の方が先に出ているし、前蹴りならば指先か指を挙げた足裏の先端部を使うことが多く、かかとは方向性的に使いやすいとは言えない。特にかかとを使う例としてはかかと落としなどがよく知られる。ヒールホールドという踵を捻る関節技があるが、実際に極まるのは踵ではなく膝関節、靭帯の方になる。詳細はリンク先を参照。

## 靴のかかと
靴でも足の形に合わせて土踏まずをくぼませ、かかとに厚い素材を使う。このかかとに当てる部分もかかとという。靴のかかとが高い靴をハイヒールと呼ぶのに対し、低いものをローヒールまたはフラットヒールと言う。靴のかかとを高くすると、足は爪先立ちに近くなり、足先が伸びると同時に腰が持ち上がり、見た目の姿勢が良くなるので、女性ではハイヒールがよく用いられる。ただし、この形の靴は指先を左右から圧迫することから、外反母趾の原因となるなどの弊害がある。

## 方言
- 秋田県では「あぐど」
- 富山県では「けべす」
- 大分県では「あど」
- 北海道や西日本では「かがと」

## 「かかと」という意味の名「ヤコブ」
「ヤコブ」は、ヘブライ語起源の人名「ヤアコブ」の日本での慣用表記であるが、ヤアコブを直訳すると「かかとさん」のような意味合いになる。なお、ヘブライ人であった元祖「ヤコブ」は、イスラエルの美称をもつ人物でもあり、ヤコブの息子たち12人がイスラエル十二部族の祖となったことから、イスラエル民族のことを「ヤコブの家」と表すこともある。
この「ヤコブ」の名は、多言語に訳され、ギリシャ語では Ιάκωβος, Iakóbos（古典：ヤコーボス／現代：ヤコヴォス）、ラテン語ではJacobus（ヤコブス）、日本語ではヤコブと表記するのが慣例である。ラテン語形Jacobusは音韻変化を経てJacomus（ヤコムス）に変化した。英語では Jacob（ジェイコブ）、 James（ジェームズ）、アイルランド語では Séamus, Seamus（シェイマス）、フランス語では Jacques（ジャック）または James（ジャムス）、ドイツ語では Jakob（ヤーコプ）、アラビア語・ペルシア語ではYa'qūb（ヤアクーブ）、トルコ語でYakup（ヤークプ）、イタリア語では Giacomo（ジャコモ）または Jacopo（ヤコポ）、スペイン語では Jaime（ハイメ）または異形 Diego （ディエゴ）、Jacobo（ハコボ）、ポルトガル語では Jaime （ジャイム）、ゲエズ語ではyāʿiqōb（ヤコブ）、アムハラ語ではyā'iqōb（ヤコブ）などによりいずれも男子の名としてよく見られる。